# Grofje Lonski
Grofje Lonski (nemško: Grafen von Lohn) so bili nemški plemiči, poimenovani po kraju Lohn. Naslov je nastal okoli leta 1086 za Gerharda Lonskega, ki mu je bil tega leta že podeljen naslov grofa Lonskega. O poreklu prvega grofa Lonskega ni znanih virov. Čeprav obstajajo sumi o morebitni povezavi s podružnico v belgijskem Limburgu, dokazov za to ni bilo.

## Zgodovina
Po razpadu grofije Hamaland so si grofje Lonski morda delili dediščino. Pridobili so veliko alodialnih posesti v grofiji Zutphen in Munsterland. Pod območje Lonske grofije so spadali kraji Aalten, Bredevoort, Dinxperlo, Hengelo, Neede, Silvolde, Stadtlohn, Südlohn, Varsseveld in Zelhem. Po nekaterih virih so bili prvotno vključeni tudi Groenlo, Eibergen, Geesteren   .
Prva pisna omemba je iz leta 1086, ko se omenja vitez Gerhard  Lonski. Ko je 45 let kasneje škof Werner iz Steußlingena med letoma 1131 in 1151 dal zgraditi grad v vasi Lohn, se je izkazalo, da je grad prevzel plemič Godšalk Lonski. Po smrti škofa Wernerja je prišlo do boja med njegovim naslednikom Areškim škofom Friderikom II. in Godšalkom Lonskim. Po Frideriku je grad pripadal škofiji Münster in je bil tudi zgrajen za zaščito tega območja. Leta 1152 je bila sklenjena pogodba. Po Godšalku mu je Werner Steußlingenski podelil v fevd  skupaj z gradom, vendar je bil prisiljen priznati, da je grad nezakonito prevzel pod svojo oblast in pod pogojem, da Godšalk postane gradiščan na gradu. V imenu škofa bi upravljal z območjem, tako kot drugi svobodni grofje. Vendar je Godšalk obdržal grad in svojo grofijo ter leta 1167 dal zgraditi grad Bredevoort  . Grofija Lohn se je zagozdila med Münster in Gelders ter postala predmet igre med obema silama. Nazadnje se grofje Lonski niso mogli obdržati in v 150 letih je območje pripadlo grofu Gelderskemu, gospodom Borculskim, gospodom Wisch in škofiji Münster .
Spodaj je seznam grofov Lonskih.

## Rodbina Lonskih
- 1085 - 1092 : Gerhard Lonski
- 1092 - 1110 : Gotšalk I. Lonski sin Gerharda
- 1110-1152 : Gerhard II. Lonski, sin Godschalka I.
- 1152-1185 : Gotšalk II. Lonski, sin Gerharda II.
- 1180-1221 : Gerhard III. Lonski, sin Godšalka II.
- 1221 – 1252 : Herman I. Lonski, sin Gerharda III.
- 1252 – 1316 : Herman II. Lonski, sin Hermana Lonskega

Leta 1316 je grofija popolnoma izginila, ko je Herman II. umrl brez otrok. Ker ni imel moških potomcev, je grofija postala Gelders ali pa bi lahko ohranila svojo cesarsko neposrednost, kot sta grofija Steinfurt in Gemen v primerjavi z Geldersom in Münstrom..